# シャープパワー
シャープパワー（英語: Sharp power）とは、ある国が対象国の政治システムに影響を与え、弱体化させるための外交政策における操作的なパワーである。

## 歴史
全米民主主義基金（NED）は、2017年11月に「シャープパワー」（19世紀初頭から使用されている ）という用語を広めた。それは、フォーリン・アフェアーズの記事において、民主主義国における国家権力の予測として権威主義政府によって採用された攻撃的で破壊的な政策、ハードパワーまたはソフトパワーのいずれかでも説明できない政策を説明するために登場した。
NEDの記事では、シャープ・パワーの例として、ロシアの国営RTニュースネットワークと中国国営孔子学院の教育パートナーシップを具体的に挙げている。 NEDによると、独裁国家は必ずしも「心と思想を勝ち取ろう」（ソフトパワーの取り組みの一般的な基準枠）としているわけではない。しかし、相手に到達する情報を歪曲することによってターゲットの大衆を操作しようとしていることは確かである。 
2018年以降、シャープパワーという用語は、ニュース記事、学術的議論、および議会の公聴会で使用されている。中国共産党の代表はこのフレーズを使用し、自国がシャープパワーを行使しているという西洋の主張を否定した。

## 概要
シャープパワーには、対象国の世論を誤解させたり分割統治したり、または情報操作したりする目的で、ある国が別の国のニュースメディアや教育システムを用い、自分自身に関する情報を操作および管理しようとする動きが含まれている。
シャープパワーと権威主義体制の間の結びつきについて、「このアプローチは、自由と非自由のシステム間の非対称性を利用し、権威主義体制が表現の自由を制限し、民主主義の政治環境を歪めることを可能にすると同時に、国外から入ってくる民主的な動きから、自分たちの国内の公共空間を遮蔽することを可能にする。」とクリストフ・ウォーカーが述べたように、シャープパワーは民主的な政権よりも権威主義的な政権にとって使いやすくなっている。
ソフトパワー政策には、学生の交流や文化的およびスポーツイベントのスポンサーを含めることができる。シャープパワーはソフトパワーとは区別される。ソフトパワーは、ある国の肯定的な印象を投影し、他の国との理解を深め、最終的には説得を通じて他国の決定に影響を与える魅力で訴える政策である。シャープパワーはハードパワーとも異なる。ハードパワーは、ある国が別の国に行動を起こさせたり、決定を変更したりすることを強制する政策である。ハードパワーには、軍事力、経済制裁、外交上の脅威などがある。
シャープパワーにはしばしばデジタル要素がある。特に、シャープパワーでの中国の演習は、ほぼ完全にオンラインで実行されている。